# Undeclared
Undeclared è una serie televisiva statunitense creata da Judd Apatow, andata in onda dal 2001 al 2002 su Fox.
Il titolo della serie si riferisce allo stato di uno studente non ancora laureato, che non ha ancora dichiarato l'indirizzo di studi che vuole intraprendere.
Le serie è stata trasmessa in Italia su Italia 1 dal 29 dicembre 2009 al 2010.

## Trama
Le serie segue le vicende di un gruppo di matricole dell'immaginaria University of North Eastern California, tra loro spiccano i geek Steven, studente undeclared, e Lizzie, studentessa di psicologia. Poi vi sono i loro amici, Lloyd, studente inglese molto popolare tra le ragazze e compagno di stanza di Steven, Rachel la compagna di stanza di Lizzie, Ron il "cervellone" proveniente dal Canada, e Marshall appassionato di musica ed innamorato di Rachel.

## Episodi
| Stagione       | Episodi | Prima TV originale | Prima TV Italia |
| -------------- | ------- | ------------------ | --------------- |
| Unica stagione | 17      | 2001-2002          | 2009-2010       |

## Cast
- Jay Baruchel - Steven Karp
- Carla Gallo - Lizzie Exley
- Charlie Hunnam - Lloyd Haythe
- Monica Keena - Rachel Lindquist
- Seth Rogen - Ron Garner
- Timm Sharp - Marshall Nesbitt
- Loudon Wainwright III - Hal Karp

### Personaggi ricorrenti
- Jarrett Grode - Perry
- Christina Payano - Tina Ellroy
- Leroy Adams - Adam
- Jason Segel - Eric
- P.B. Smiley - P.B.
- Amy Poehler - Hillary
- Kevin Hart - Luke
- David Krumholtz - Greg
- Kyle Gass - Eugene
- Busy Philipps - Kelly

### Ospiti e cammeo
- Jenna Fischer
- Simon Helberg
- Tom Welling
- Fred Willard
- Ted Nugent
- Mike White
- Allen Covert
- Jonathan Loughran
- Adam Sandler
- Jordan Black
- Will Ferrell
- Felicia Day
- Mary Kay Place
- Kimberly Stewart
- Sarah Hagan
- Steve Bannos
- Samm Levine
- Natasha Melnick
- Martin Starr
- Youki Kudoh
- Ben Stiller